# Kanton Grignan
Grignan is een kanton van het Franse departement Drôme. Het kanton maakt deel uit van het arrondissement Nyons.

## Gemeenten
Het kanton Grignan omvatte tot 2014 de volgende gemeenten:
- Chamaret
- Chantemerle-lès-Grignan
- Colonzelle
- Grignan (hoofdplaats)
- Montbrison-sur-Lez
- Montjoyer
- Le Pègue
- Réauville
- Roussas
- Rousset-les-Vignes
- Saint-Pantaléon-les-Vignes
- Salles-sous-Bois
- Taulignan
- Valaurie

Bij de herindeling van de kantons door het decreet van 20 februari 2014, met uitwerking op 22 maart 2015 werden daar volgende 7 gemeenten aan toegevoegd:
- La Baume-de-Transit
- Bouchet
- Donzère
- Les Granges-Gontardes
- Malataverne
- Montségur-sur-Lauzon
- Tulette